# Mae Nam Phum Duang
Der Mae Nam Phum Duang (Thai: แม่น้ำพุมดวง; oder nur Phum Duang, manchmal auch Khiri Rat genannt) fließt in der Provinz Surat Thani in Südthailand und bildet einen Nebenfluss des Mae Nam Tapi.
Das Einzugsgebiet des Phum Duang liegt bei 6125 km² auf der westlichen Seite des Tapi. Er fließt meist in den östlichen Phuket-Bergen, hat dort weitere Zuflüsse (zum Beispiel den Khlong Saeng, der den Chiao-Lan-See speist) und trifft 15 km westlich der Stadt Surat Thani in der Amphoe Phunphin auf den Tapi.